# Plectromerus pumilus
Plectromerus pumilus là một loài bọ cánh cứng trong họ Cerambycidae.